# М. Аслі Дюкан
М. Аслі Дюкан (англ. M. Asli Dukan; нар. 1973) — американська незалежна медіа-продюсерка, режисерка і візуальна художниця із Філадельфії, яка працює над темами фантастики та афрофутуризму.

## Раннє життя
М. Аслі Дукан народилася в Ньюарку, штат Нью-Джерсі, і виросла в Гарлемі, штат Нью-Йорк. Дюкан вважає, що її сім'я та дитинство вплинули на її увагу до чорної свідомості та наукової фантастики.

## Освіта
М. Аслі Дюкан має ступінь магістра образотворчого мистецтва медіа та комунікаційного мистецтва в Міському коледжі Нью-Йорка в 1999 році та ступінь бакалавра кіно в Університеті міста Нью-Джерсі в 1997 році. Режисер Айока Чензіра була одним із її професорів.

## Кар'єра
Дюкан є лекторкою в Університеті Пенсільванії. Вона також викладала в Університеті мистецтв і Сіті-Коледжі Нью-Йорка.
За словами Дюкан, вона «охоплює футуристичні, фантастичні та уявні жанри фантастики як спосіб дослідити можливості соціальних перетворень у суспільстві». Вона написала, продюсувала та режисерувала кілька короткометражних науково-фантастичних фільмів, які демонструвалися на кінофестивалях по всій країні, Ньюаркському міжнародному кінофестивалі, кіно-музичному фестивалі ImageNation, кінофестивалі Ленгстона Гьюза та кінофестивалі Blackstar. Вона внесла свій внесок у науковий том про афрофутуризм та його тенденції в багатьох медіа. У 2000 році вона заснувала мультимедійну компанію Mizan Media Productions, яка займається афро-діаспорною художньою та документальною літературою. Через свою продюсерську компанію вона режисерувала та продюсувала короткометражні фантастичні художні фільми, а також відео для інді-митців та мистецьких організацій.
«Портал часу опору», її змішана інсталяція з доповненою реальністю, зосереджена на чорному радикалізмі у футуристичному наративі, дебютувала на виставці Distance≠Time у Icebox Project Space, сучасному мистецтві та культурне місце у Філадельфії.
У 2018 році Дюкан була суддею Glyph Comic Awards.

### Фільмографія
- Сон у поїзді в русі (короткометражка) (1999)
- Оріша (короткометражний) (2001)
- Завантажуй (музичне відео) (2006)
- Ти не проти? (музичне відео) (2008)
- 73 (короткометражний) (2008)
- МОММ (короткометражний) (2011)
- Опір: Битва за Філадельфію (Пролог) (короткометражний) (2017)[6]
- Опір: Битва за Філадельфію (веб-серіал) (2018)[11]
- Спогади з майбутнього (короткометражний) (2019)
- Невидимий Всесвіт (очікується) (2020)[4][19]

## Нагороди та відзнаки
- Грант Urban Artist Initiative, 2009
- Kitchen Table Giving Circle Grant, 2012
- Leeway Foundation — грант Art and Change, 2014
- Стипендія Міського університету Нью-Йорка, 2014 р
- Leeway Foundation — грант Art and Change, 2016
- Black Public Media, співробітниця NBPC 360, 2016, наставник: Артур Джафа[20]
- Leeway Foundation — Премія за трансформацію, 2016
- Scribe/Філадельфійський незалежний фонд обробки медіа, 2018
- Семінар Флаерті — стипендіат Фонду Філадельфії, 2018